# Pavel Melichar
Pavel Melichar (* 12. října 1949) je bývalý český fotbalista, obránce.

## Fotbalová kariéra
V československé lize hrál za Spartu Praha. Nastoupil ve 112 utkáních a dal 2 góly. Dále hrál v nižších soutěžích za Spartak BS Vlašim a SK Rakovník. V Poháru vítězů pohárů nastoupil ve 2 utkáních a v Poháru UEFA v 6 utkáních. Vítěz Československého a Českého poháru 1975/76, vítěz Českého a finalista Československého poháru 1974/75, finalista Českého poháru 1973/74 a 1976/77. Mistr Evropy do 18 let v roce 1968. Dorostenecký mistr republiky 1967 a 1968.

## Ligová bilance
| Ročník                                   | Zápasy | Góly | Klub         |
| ---------------------------------------- | ------ | ---- | ------------ |
| 1. československá fotbalová liga 1970/71 | 25     | 0    | Sparta Praha |
| 1. československá fotbalová liga 1971/72 | 9      | 0    | Sparta Praha |
| 1. československá fotbalová liga 1972/73 | 4      | 0    | Sparta Praha |
| 1. československá fotbalová liga 1973/74 | 30     | 0    | Sparta Praha |
| 1. československá fotbalová liga 1974/75 | 23     | 1    | Sparta Praha |
| 1. československá fotbalová liga 1976/77 | 21     | 1    | Sparta Praha |
| CELKEM                                   | 112    | 2    |              |